# Кукабара синьокрила
Кукабара синьокрила (Dacelo leachii) — вид сиворакшеподібних птахів родини рибалочкових (Alcedinidae).

## Назва
Видова назва leachii дана на честь англійського зоолога Вільяма Елфорда Ліча (1790—1836).

## Поширення
Вид поширений на півдні Нової Гвінеї та на півночі Австралії. Живе у відкритих лісах, уздовж зарослих деревами річок, у мангрових заростях і парках.

## Опис
Це найменша з кукабар, її довжина становить 42 см, а вага 310 г. Окрім розміру, також вирізняється більшою кількістю блакитного пір'я, світлими очима та відсутністю темної маски.

## Спосіб життя
У вологий сезон їжа складається з комах, рептилій і жаб, в інші місяці — з риби, крабів, скорпіонів, павуків, равликів, черв'яків, дрібних птахів і ссавців. Гніздиться переважно в природних дуплах дерев на висоті до 25 м, іноді також у норах термітників або в саморобних порожнинах у м'якій деревині. Пара, що розмножується, висиджує переважно три яйця протягом 26 днів. Вигодовують пташенят близько п'яти тижнів. Вирощувати молодняк допомагає потомство попередніх років.

## Підвиди
- Dacelo leachii intermedia — південь Нової Гвінеї.
- Dacelo leachii cliftoni — північ Австралії
- Dacelo leachii cervina — о. Мелвілл (біля північного узбережжя Австралії);
- Dacelo leachii leachii — північний схід Австралії.